# Сандлер, Соломон Миронович
Соломон Миронович Сандлер (25 марта 1903, г. Рудня Могилёвская губерния Российская империя — 30 июня 2001, Москва) — советский государственный и военный деятель, генерал-майор (с 1944), заместитель Народного комиссара авиационной промышленности СССР (1940—1946), начальник Центральной базы Министерства авиационной промышленности СССР (1947—1953).

## Биография
Родился в многодетной еврейской семье. С юности интересовался политикой, и был отправлен родственниками в Баку.
Член РКП(б) с 1920 года. В 1920—1921 гг. учился в Коммунистическом университете имени Я. М. Свердлова. Работал секретарём райкома комсомола в Баку, там же преподавал в партийной школе, а с 1923 года — преподаватель Коммунистического университета народов Востока в Москве. Участник I-го Съезда народов трудящихся Востока (1920).
В 1924—1925 гг. в составе пропагандистской группы ЦК ВКП(б) работал в Ярославской области.
В 1928—1929 гг. учился в Свердловском Политехническом институте. С 1929 г. — на металлургическом факультете Московской горной академии, преобразованной в 1930 г. в Московский институт цветных металлов и золота, который закончил в 1932 г. Инженер.
С 1937 по 1939 г. — начальник особого технического управления (отдел техники особой секретности) Наркомата оборонной промышленности.
Когда в 1939 г. Наркомат оборонной промышленности разделился, из него выделился в том числе Наркомат авиационной промышленности (НКАП), в котором он до 1958 г. работал на разных должностях: заместителем начальника главного управления (металлургический главк), начальником главснаба, с 1942 по 1946 г. — заместитель наркома, а с 1946 до 1950 года после преобразования Наркомата в Министерство, заместителем министра авиационной промышленности по материально-техническому снабжению.
Во время Великой Отечественной войны занимался организацией прифронтовых авиаремонтных предприятий. В 1944 г. руководство страны присвоило работникам высшего звена оборонной промышленности, хотя и не служившим в армии, генеральские звания.
С. М. Сандлер был заместителем наркома до конца войны и некоторое время после неё. В 1957−1961 годах — заместитель председателя Куйбышевского совнархоза.
30 июня 2001 года, на 99-м году жизни, С. М. Сандлера сбила автомашина. Похоронен на Новом Донском кладбище в Москве.

## Награды
- Орден Ленина (трижды)
- Орден Трудового Красного Знамени (дважды)
- Орден Красной Звезды
- медали СССР